# رومولو فالي
رومولو فالي (بالإيطالية: Romolo Valli)‏ هو ممثل إيطالي، ولد في 7 فبراير 1925 في إيطاليا، وتوفي في 1 فبراير 1980 بروما في إيطاليا بسبب حادث مرور.

## أعمال

### أفلام
- (1963) إل غاتوباردو
- (1970) حديقة آل فينزي كونتيني
- (1971) الموت في البندقية
- (1976) 1900[4][5]
- (1977) بوبي ديرفيلد

## وصلات خارجية
- رومولو فالي على موقع IMDb (الإنجليزية)
- رومولو فالي على موقع الموسوعة البريطانية (الإنجليزية)
- رومولو فالي على موقع ألو سيني (الفرنسية)
- رومولو فالي على موقع أول موفي (الإنجليزية)
- رومولو فالي على موقع قاعدة بيانات الأفلام السويدية (السويدية)
- رومولو فالي على موقع إن إن دي بي (الإنجليزية)
- رومولو فالي على موقع ديسكوغز (الإنجليزية)
- رومولو فالي على موقع قاعدة بيانات الفيلم (الإنجليزية)
- رومولو فالي على موقع كينوبويسك (الروسية)